# Монтажная улица (Москва)
Монта́жная у́лица — улица, расположенная в Восточном административном округе города Москвы на территории районов Гольяново и Метрогородок.

## История
Улица получила 9 августа 1965 года название, имеющее широкий общетехнический смысл: монтаж — сборка и установка сооружений, конструкций, технологического оборудования, агрегатов, машин, аппаратов, приборов, устройств из готовых частей (узлов) и элементов.

## Расположение
Монтажная улица проходит от Открытого шоссе на юго-восток, пересекает улицу Николая Химушина, железнодорожные пути, 2-й Иртышский проезд и Амурскую улицу и проходит до Щёлковского шоссе, за которым продолжается как Щёлковский проезд. Участок от Открытого шоссе до железнодорожных путей расположен на территории района Метрогородок, участок от железнодорожных путей до Щёлковского шоссе — на территории района Гольяново. Нумерация домов начинается от Открытого шоссе.

## Примечательные здания и сооружения
По нечётной стороне:
По чётной стороне:

## Транспорт

### Автобус
- 171: от Щёлковского шоссе до Амурской улицы
- 627: от улицы Николая Химушина до 2-го Иртышского проезда и обратно

### Метро
- Станция метро «Бульвар Рокоссовского» Сокольнической линии — западнее улицы, на Ивантеевской улице
- Станция метро «Черкизовская» Сокольнической линии — юго-западнее улицы, на пересечении Большой Черкизовской улицы и Окружного проезда
- Станция метро «Щёлковская» Арбатско-Покровской линии — юго-восточнее улицы, на пересечении Щёлковского шоссе с Уральской и 9-й Парковой улицами

### Трамвай
В начале улицы проходят 3 трамвайных (№ 2, 13, 36) маршрута.
Существует перспектива прохождения по улице трамвайной линии от Метрогородка до станции метро «Измайловская».